# Кілікія (футбольний клуб)
Футбольний клуб «Кілікія» (вірм. Ֆուտբոլային Ակումբ „Կիլիկիա“ Երևան) — вірменський футбольний клуб заснований в 1992 році в місті Єреван. В кінці січня 2011 року керівництво клубу ухвалило рішення про зняття з чемпіонату і розформування клубу. Власником клубу був президент спортивного комплексу «Раздан» — Ашот Агабабян.

## Колишні назви
- 1992—1995: ВЗСС Єреван
- 1995—1999: «Пюнік» Єреван
- з 1999 — «Кілікія» Єреван

## Історія

### Золоті часи (1992—1998)

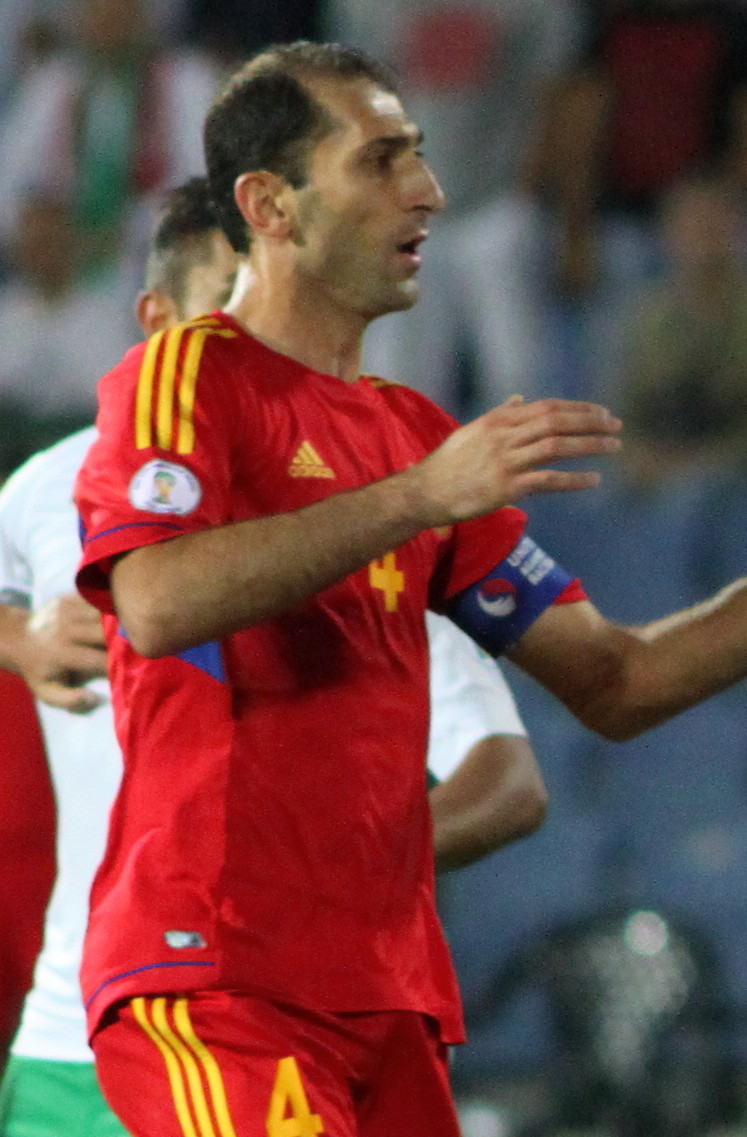
Саркіс Овсепян двічі ставав футболістом року у Вірменії у складі ВЗСС

«Кілікія» була заснована в Єревані в 1992 році перед початком першого незалежного чемпіонату країни. До того часу вона мала назву ВЗСС, що значить — Вірменський Загальний Спортивний Союз (у вірменському скорочення ХМНМ — «Оменетмен»). «Кілікія» була партійною одиницею, засновниками клубу була партія Дашнакцутюн. Клуб з самого початку показав себе, причому команда складалася з 17-18 гравців. У першому сезоні під керівництвом Хорена Оганесяна, команда разом з клубом «Ширак» розділила золоті медалі першості. За підсумками чемпіонату у клубів була однакова кількість очок. Призначений на 11 листопада в Армавірі додатковий матч за 1-ше місце не відбувся через відмову «Ширака». Враховуючи недопрацьованість регламенту чемпіонату обидві команди були оголошені чемпіонами країни. У тому ж році команда вийшла у фінал Кубка країни. За 11 хвилин до закінчення зустрічі на табло горіли нулі. На 79-й Ара Нігоян, і на 87-й Ашот Аветісян, гравці «Бананца», принесли своєму клубу перший в історії Кубок Вірменії. За підсумками чемпіонату найкращим гравцем був визнаний Саркіс Овсепян.
У чемпіонаті 1993 року, команді не вистачило 3 очок для того, щоб стати бронзовими медалістами. У впертій боротьбі вона пропустила вперед себе «Арарат», «Ширак» та «Бананц». У суперечці бомбардирів найкращим, поряд з Андраніком Овсепяном («Бананц»), став Гегам Оганесян, який забив 26 м'ячів. В Кубку команда вибула на стадії півфіналу. Перегородив шлях «Арарат», який за рахунок двох голів на виїзді, пройшов далі і став володарем трофею. На думку Оганесяна сталася «закулісна гра», суть якої полягала в тому, що в честь 20-річчя араратовского «Золотого дубля» зробленого в 1973 році в СРСР, цей дубль повинен був повторитися і на вірменському рівні. В підсумку «Арарат» знову переміг і в чемпіонаті, і в кубку.
У сезоні 1994 року ВЗСС за рахунок кращої різниці забитих і пропущених голів став віце-чемпіоном. Гравцями команди було забито 113 м'ячів у 28 матчах. Цей показник є рекордним як для команди, так і для чемпіонатів Вірменії, який не побитий досі. Кращим голеадором чемпіонату став Арсен Аветисян (39 м'ячів), який став найкращим гравцем Вірменії 1994 року. У Кубку команда в черговий раз дійшовши до півфіналу була вибита з турніру. На цей раз кривдником виявився «Ширак».
Чемпіонат 1995 року був неофіційним і звання чемпіона не грав, бо був перехідним турніром. Федерацією футболу Вірменії вирішено було перейти від системи розіграшу «весна-осінь» на систему «осінь-весна». 12 команди були розбиті на 2 підгрупи. ВЗСС виявився у другий, де зіграв 10 матчів і набравши 19 очок зайняв 2-е місце, відстаючи від 1-го місця на одне очко. Найкращим бомбардиром в черговий раз став Арсен Аветисян з 12-ма голами. Друге місце у Гегама Огнесяна (8 м'ячів). В іграх за Кубок Вірменії, команда не могла добитися результату. Другий рік поспіль вона вилітала від голів «Ширака». Але якщо в минулому сезоні вона зупинилася у півфіналі, то в цьому вона зупинилася на стадії 1/8 фіналу. Найкращим гравцем Вірменії став Саркіс Овсепян.

### Перша зміна назви
Новий сезон в новій системі розіграшу команда почала з новою назвою — «Пюнік», що у вірменському перекладі означає "Фенікс". У цьому ж сезоні командою був завойований титул чемпіонів країни. Головні суперники були биті в очних матчах. Команда не програла жодного матчу і з 9-ти очковим відривом стала чемпіоном країни. Це був другий титул єреванської команди. В іграх за Кубок, гравці «Пюніка» дійшли до фіналу, де суперником став абовянський «Котайк». До 59-й хвилині «Пюнік» вів з рахунком 3:0, але протягом двох хвилин це перевага була скорочена до мінімуму. На 84-й і 85-й було забито 2 м'ячі. Однак у час, що залишився команда втримала переможний рахунок і вперше у своїй історії виборола престижний трофей. Таким чином команда оформила перший «золотий дубль» в історії клубу.
Черговий і останній, «золотий» чемпіонат для команди відбувся в сезоні 1996/97. Вигравши 19 ігор в 22-х турах і програвши лише одного разу (технічна поразка у грі проти «Вана», команда набрала 59 очок. У віце-чемпіонів, а це звання дісталося «Арарату», було лише 52 очки. Найкращим бомбардиром з 24 м'ячами став Арсен Аветисян. Але чергового золотого дубля зробити не вдалося. У Кубку команда з мінімальним рахунком програла у фінальному матчі «Арарату» — 0:1.
По закінченні сезону 1996/97 керівництвом ФФА було ухвалено рішення повернутися до системи «весна-осінь». Тому новий чемпіонат 1997 року було розпочато в серпні і закінчено в листопаді. Команда набрала стільки ж очок як і у третього міся, проте в призери себе не вписала. Бронзові медалі дісталися «Еребуні»-АСС, за рахунок особистих зустрічей між собою. У суперечці бомбардирів кращим з гравців «Пюніка» був Вараздат Аветисян, але він з 10-ма м'ячами посів лише 4-те місце. У цьому ж році був створений новий турнір — Суперкубок Вірменії. Оскільки чемпіоном минулого сезону і володарем Кубка був «Пюнік», то суперником у матчі за Суперкубок став віце-чемпіон — «Ширак», який святкував перемогу у матчі.
Наступний сезон був розіграний в два етапи. У першому грали 9 клубів. Кращі 6 команд у другому етапі розіграли між собою чемпіонство. «Пюнік» у першому етапі, завдяки тому, що «Двін» зіграв у нічию і втратив два потрібних очки, вийшов у другий етап. У другому етапі команда з 10 ігор — 9 програла. Як підсумок — 6-е місце. У розіграші Кубка на півфінальній стадії пропустила «Єреван». У цьому сезоні, як чемпіон минулого сезону клуб брав участь у розіграші Суперкубка Вірменії. Суперник, яким був «Арарат», був переможений був з рахунком 2:0. Це останній серйозний трофей, який завоювала команда.

### Чорна смуга (1999—2001)
У 1999 році клуб у черговий і останній раз змінив назву, цього разу на «Кілікію», на честь середньовічної вірменської держави. В чемпіонаті команда провалили початок, з 10-ти матчів у 8 вона програла. В подальшому результати трохи покращились і команда посіла підсумкове 7-е місце. У Кубку за сумою двох матчів у чвертьфіналі команда програла «Єревану», за рахунок гола на виїзді. Найращим бомбардиром «Кілікії» став Арман Карамян, що зайняв у списку бомбардирів 2-е місце з 20-ма голами. Йому не вистачило всього одного гола до результату Ширака Сарікяна (21 гол).
Команді з року в рік складно було конкурувати з більш потужними клубами. 2000 рік не став винятком. Цей чемпіонат став більшою мірою повторенням попереднього чемпіонату, коли команда програвала сильним, зводила в нічию з рівними і брала очки у аутсайдерів. У підсумковій таблиці першості клуб зайняв 6-е місце. Черговими атакуючими даними блиснув Арман Карамян. Зі своїми 15-ма м'ячами він розділив 3-ю сходинку з Артуром Петросяном («Ширак») і Самвелом Ніколяном («Міка»). В Кубку Вірменії пройшовши «Лорі» і у важкому матчі «Ширак», «Кілікія» у першому півфінальному матчі програла на виїзді «Звартноцу-ААЛ» — 0:1. А у другому за рахунку 0:0, на 51-й хвилині відмовилася продовжувати матч. У результаті їй було зараховано технічну поразку 0:3.
У чемпіонаті 2001 року, зігравши в першому турі проти «Пюніка» (2:3), клуб знявся з розіграшу в знак протесту. Результат матчу проти «Пюніка» був анульований. Але перед цим, команда встигла провести кілька матчів в Кубку. В черговий раз суперниками стали «Лорі» (4:0 і 0:0) і «Ширак». У першому матчі проти гюмрийцев був укладений мир (1:1), а другий матч не відбувся через відмову «Кілікії».

### Відродження (2002—2003)
Нове життя команди почалося 2002 року, коли вона знову заявилась до першості з футболу. Однак дотримуючись регламенту, клуб розпочав з нижчого дивііону, яким у першості Вірменії є Перша ліга. «Кілікія» була однією з фаворитів чемпіонату. За весь турнір був зафіксований тільки один програш, однак пристойну кількість нічиїх віддали команду від виходу в Прем'єр-лігу. У підсумку клуб задовольнявся лише малими бронзовими медалями, які не давали можливості підвищення. Вихід у Прем'єр-лігу було відкладено як мінімум на наступний сезон. У розіграші Кубка участі не брала, оскільки клуб не встиг подати заявку на участь.
Чемпіонство у лізі було досягнуто сезоном потому. Один суперник з минулого сезону був підвищений в ієрархії, другий був розформований. Таким чином суперники, які залишалися, були помітно слабкіше «Кілікії». Що, власне, й вилилось у підсумкові результати. Відрив від другого міся склав 10 очок, а найбільша переможна серія склала 12 матчів. Найкращим бомбардиром Першої ліги став Ншан Ерзрумян, що забив 31 м'яч. У Кубкових поєдинках команда в 1/8 фіналу зустрічалася з «Араксом» з Арарату. За сумою двох зустрічей (3:2) «Кілікія» вийшла до 1/4 фіналу, де її чекав «Ширак», що рахунок єдиного гола у двох матчах пройшов далі.

### Статус середняка (2004—2010)
Сезон 2004, як і всі попередні, почався з Кубка Вірменії. «Кілікія», як учасник Прем'єр-ліги, почала розіграш кубка зі стадії 1/8 фіналу. Суперником на цій стадії було ереванське «Динамо». У першому матчі гравці «Кілікії» розгромили суперника. Вже на 37-й хвилині першого тайму рахунок був 8:0 на користь «червоних». Матч закінчився з рахунком 10:0, хет-триками відзначилися брати Ншан і Сергій Ерзрумяни і Сурен Атоян. У другому матчі, який повинен був відбутися через 4 дня, «Динамо» відмовилося брати участь. Таким чином, команді було зараховано технічну поразку 0:3. Ще через 4 дні після цієї події, відбулися матчі 1/4 фіналу. Суперником був чинний чемпіон країни «Пюнік». Якщо перший матч «Кілікія» билася до останнього, то у другому матчі команду було не впізнати — 0:7 по закінченні 90 хвилин. Відразу після цієї гри пішов у відставку її наставник, відомий у минулому гравець єреванського «Арарату» і київського «Динамо» Альберт Саркісян. Обов'язки головного тренера тимчасово були покладені на другого тренера Самвела Хачатуряна. В чемпіонаті у 1-му турі «Міка» здобула мінімальну перемогу 0:1. Незважаючи на рахунок, гості-дебютанти вищого дивізіону виглядали краще і двічі влучили в поперечину. Першу перемогу довелося чекати недовго, вже у другому турі був переможений «Котайк» (1:0). Далі пішли поразки від «Бананца» і «Лернагорц-Арарату». У матчі з «Лернагорц-Араратом» кілікійці створили мінімум чотири відмінних гольових моменти, але м'яч вперто не йшов у ворота суперника. А от футболісти «Л-А» витиснули максимум зі своїх можливостей, двічі засмутивши голкіпера «Кілікії». У 5-му турі «Кілікія» створила сенсацію, обігравши «Ширак» на його полі з рахунком 4:3. Хет-триком відзначився Ншан Ерзрумян. Після поразки на своєму полі від «Динамо-Зеніту», причому після першого тайму на табло горіли цифри 0:3, спонсори команди відмовилися від послуг Хачатуряна. Був звільнений і другий тренер Ара Нигоян. З посади президента клубу був знятий також Севак Манукян. Треба зазначити, що після програшу від «Лернагорц-Арарату» з рахунком 0-2, переніс інфаркт директор клубу Алексан Саркісян. Новим президентом і головним тренером призначений Сергій Агабабян, який є племінником спонсора клубу Ашота Агабабяна. Причому 22-річний Сергій Агабабян ще в минулому році грав у складі «Кілікії». У матчі проти «Пюніка» мотивувати гравців не довелося — 1:1. У 10-му турі команда розгромила «Бананц» — 4:0. Однак далі були незрозумілі матчі. Апофезом стали матчі проти «Пюніка» (2:7) і «Міки» (1:5). Середину чемпіонату «Кілікія» провалила. Клуб в таблиці йшов на останній сходинці. В результаті з поста головного тренера пішов колишній гравець «Арарату» Самвел Касабоглян. Замість нього призначений колишній тренер збірної Вірменії Самвел Дарбінян. Він став шостим за рахунком тренером, який в цьому сезоні очолив «Кілікію». У наступному ж матчі «Кілікія» здобула очко в матчі проти «Міки». А в наступному турі добула першу за тривалий час перемогу над «Шираком» (2:1), що підняв «Кілікію» на 7-е місце в таблиці. «Кілікія» закінчувала сезон відкладеним матчем проти новоспеченого чемпіона — «Пюніка». У першому таймі гравці «Пюніка» володіли перевагою, однак не реалізували створені моменти. Один тільки Едгар Манучарян міг відзначитися двічі. А потім футбольне щастя посміхнулося гостям. Через 13 хвилин після перерви досвідчений захисник господарів Саркіс Овсепян забарився з м'ячем у власній штрафній, чим скористався Сергій Ерзрумян який завдав чіткий удар в дальній від воротаря кут. У час, що залишився «Пюнік» з усіх сил намагався відігратися, проте оборона «Кілікії» стримала натиск. В результаті «Пюнік» зазнав першої поразки за півтора року, тоді як «Кілікія» завершила сезон на мажорній ноті. У підсумку команда перемістилася на 6-ту сходинку. Найкращим бомбардиром клубу став Ншан Ерзрумян, забивши 18 м'ячів (5 з пенальті) і посів у списку 3-е місце.
Чергове відродження клубу пов'язували з приходом до клубу Едуарда Маркарова. Але і він не зміг змінити гнітючі результати, які показувала команда останні сезони у Прем'єр-лізі.
За 4 тури до закінчення чемпіонату, Дарбинян подав у відставку. Причину відходу фахівець не озвучив, але сказав, що є варіанти роботи за кордоном. Замість покинувшого клуб досвідченого фахівця був запрошений Бабкен Мелікян.

### Розформування (2011)
У новому році команда з Мелікяном почала підготовку до нового сезону. Були проведені кілька тренувань. Керівництву клубу потрібно було підтвердити участь «Кілікії» в першості країни 2011 року та внести відповідні внески до 16 січня. Але ніяких підтверджень і оплат не відбулось в зазначений строк. 26 січня керівництво клубу направило офіційний лист у Федерацію футболу Вірменії, повідомивши, що команда розформовується і не зможе взяти участь в чемпіонаті Вірменії 2011 року через фінансові проблеми. 31 січня ФФВ офіційно ухвалила рішення виключити «Кілікію» з усіх футбольних турнірів під егідою ФФВ. Таким чином клуб припинив своє існування.

## Статистика виступів

### Чемпіонат і Кубок Вірменії
| Сезон       | Ліга         | Місце | І  | В  | Н | П  | М      | +/- | О  | Бомбардири             | Кубок | Примітки                       |
| ----------- | ------------ | ----- | -- | -- | - | -- | ------ | --- | -- | ---------------------- | ----- | ------------------------------ |
| 1992        | Вища ліга    | 1     | ?? | ?  | ? | ?  | ?-?    | ?   | ?? | Погос Галстян (26)     | Ф     | -                              |
| 1993        | Вища ліга    | 4     | 28 | 21 | 3 | 4  | 80-29  | +51 | 45 | Гегам Оганесян (26)    | 1/2   | -                              |
| 1994        | Вища ліга    | 2     | 28 | 23 | 1 | 4  | 113-24 | +89 | 47 | Арсен Аветисян (39)    | 1/2   | -                              |
| 1995        | Вища ліга    | 2     | 10 | 5  | 4 | 1  | 31-8   | +23 | 19 | Арсен Аветисян (12)    | 1/4   | -                              |
| 1995/96     | Вища ліга    | 1     | 22 | 19 | 3 | 0  | 71-14  | +57 | 60 | Арсен Аветисян (11)    | О     | -                              |
| 1996/97     | Вища ліга    | 1     | 22 | 19 | 2 | 1  | 67-9   | +59 | 59 | Арсен Аветисян (24)    | Ф     | -                              |
| 1997        | Вища ліга    | 4     | 18 | 11 | 2 | 5  | 42-16  | +26 | 35 | Вараздат Аветисян (10) | н/у   | -                              |
| 1998        | Вища ліга    | 6     | 26 | 6  | 3 | 17 | 27-68  | -41 | 21 | Арсен Аветисян (5)     | 1/2   | -                              |
| 1999        | Прем'єр-ліга | 7     | 32 | 10 | 4 | 18 | 57-55  | +2  | 34 | Арман Карамян (20)     | 1/4   | -                              |
| 2000        | Прем'єр-ліга | 6     | 28 | 9  | 3 | 16 | 49-56  | -7  | 30 | Арман Карамян (15)     | 1/2   | -                              |
| 2001        | Прем'єр-ліга | -     | 1  | 0  | 0 | 1  | 2      | 3   | -1 | -                      | 1/4   | знялась після 1-го туру        |
| 2002        | Перша ліга   | 3     | 30 | 22 | 7 | 1  | 94-13  | +81 | 73 | Сурен Атоян (17)       | н/у   | -                              |
| 2003        | Перша ліга   | 1     | 22 | 20 | 0 | 2  | 88-14  | +74 | 60 | Ншан Ерзрумян (31)     | 1/4   | -                              |
| 2004        | Прем'єр-ліга | 6     | 28 | 7  | 5 | 16 | 32-49  | -17 | 26 | Ншан Эрзрумян (18)     | 1/4   | -                              |
| 2005        | Прем'єр-ліга | 5     | ?? | ?  | ? | ?  | ?-?    | ?   | ?? | Ншан Эрзрумян (18)     | Ф     | -                              |
| 2006        | Прем'єр-ліга | 6     | 28 | 6  | 5 | 17 | 38-69  | -31 | 23 | Саркис Мовсесян (11)   | 1/2   | -                              |
| 2007        | Прем'єр-ліга | 8     | 28 | 1  | 2 | 25 | 10-70  | -60 | 5  | Рафаэль Мкртчян (4)    | 1/4   | -                              |
| 2008        | Прем'єр-ліга | 8     | 28 | 2  | 5 | 21 | 21-64  | -43 | 11 | Карен Н. Хачатрян (8)  | 1/4   | -                              |
| 2009        | Прем'єр-ліга | 7     | 28 | 5  | 5 | 18 | 22-51  | -29 | 20 | Карен Н. Хачатрян (6)  | 1/4   | -                              |
| 2010        | Прем'єр-ліга | 7     | 28 | 4  | 3 | 21 | 19-60  | -41 | 15 | Карен Н. Хачатрян (5)  | 1/4   | -                              |
| 2011—донині | -            | -     | -  | -  | - | -  | -      | -   | -  | -                      | -     | в січні 2011 був розформований |

### Єврокубки
| Сезон   | Турнір              | Раунд | Суперник         | 1 матч | 2 матч |
| ------- | ------------------- | ----- | ---------------- | ------ | ------ |
| 1996/97 | Кубок УЄФА          | PR    | ГІК Гельсінкі    | 3 — 1  | 2 — 5  |
| 1997/98 | Ліга чемпіонів УЄФА | 1Q    | МТК Будапешт     | 0 — 2  | 3 — 4  |
| 2006    | Кубок Інтертото     | 1R    | «Динамо» Тбілісі | 1 — 5  | 0 — 3  |

- Домашні ігри виділені жирним шрифтом

| Турнір              | Ігри | Перемоги | Нічиї | Поразки | Голів забито | Голів пропущено |
| ------------------- | ---- | -------- | ----- | ------- | ------------ | --------------- |
| Ліга чемпіонів УЄФА | 2    | 0        | 0     | 2       | 3            | 6               |
| Кубок УЄФА          | 2    | 1        | 0     | 1       | 5            | 6               |
| Кубок Інтертото     | 2    | 0        | 0     | 2       | 1            | 8               |
| Разом               | 6    | 1        | 0     | 5       | 9            | 20              |

### Найбільші перемоги і поразки
Найбільші перемоги:
В чемпіонаті Вірменії:
- Кілікія — «Динамо» Єгвард — 16:0 (2002 рік) в першій лізі
- ВЗСС — «Кілікія» Єреван — 12:1 (1992 рік)

У кубку Вірменії:
- «Пюнік» — «Армавір» — 11:1 (1995/96 рік)

В європейських кубках:
- «Пюнік» — ГІК (Фінляндія) — 3:1 (1996 рік)

Найбільші поразки:
В чемпіонаті Вірменії:
- «Кілікія» — «Пюнік» Єреван — 1:12 (2006 рік)

У кубку Вірменії:
- «Кілікія» — «Пюнік» Єреван — 0:7 (2004 рік)

В європейських кубках:
- «Кілікія» — «Динамо» Тбілісі (Грузія) — 1:5 (2006 рік)

## Досягнення

### Національні чемпіонати
Чемпіон Вірменії (3)
1992, 1995/96, 1996/97
 Срібний призер Чемпіонату Вірменії (2)
1994
 Володар Кубка Вірменії (1)
1995/96
 Фіналіст Кубка Вірменії (3)
1992, 1996/97, 2005
 Володар Суперкубка Вірменії (1)
1997
 Фіналіст Суперкубка Вірменії (1)
1996

### Командні призи
- Приз «Fair Play»: 2007[53]

### Досягнення гравців
- Найкращі бомбардири сезону:
  - 1993 — Гегам Оганесян (26)
  - 1994 — Арсен Аветисян (39)
  - 1995 — Арсен Аветисян (12)
  - 1996/97 — Арсен Аветисян (24)
  - 2005 — Ншан Ерзрумян (18)
- Гравець року:
  - 1992 — Саркіс Овсепян
  - 1994 — Арсен Аветисян
  - 1995 — Саркіс Овсепян

## Рекордсмени клубу
- Найбільшу кількість ігор в офіційних матчах провів Вараздат Аветисян.
- Найкращий бомбардир в історії клубу — Арсен Аветисян.

## Головні тренери клубу
| Головний тренер   | С         | Період |
| ----------------- | --------- | ------ |
| Хорен Оганесян    | 1992-1993 |        |
| Геворг Папян      | 1993      |        |
| Левон Яблукян     | 1993-1995 |        |
| Хорен Оганесян    | 1995-1998 |        |
| Давид Казарян     | 1998      |        |
| Самвел Петросян   | 1998-1999 |        |
| Микола Казарян    | 1999      |        |
| Самвел Дарбінян   | 1999-2000 |        |
| Артюша Мовсесян   | 2000-2002 |        |
| Альберт Саркісян  | 2003-2004 |        |
| Самвел Хачатрян   | в.о.      | 2004   |
| Сергій Агабабян   | 2004      |        |
| Самвел Касабоглян | 2004      |        |
| Самвел Дарбинян   | 2004-2006 |        |
| Ашот Барсегян     | 2006-2007 |        |
| Ерванд Крбашян    | 2007-2008 |        |
| Едуард Маркаров   | 2008      |        |
| Абраам Хашманян   | 2008-2010 |        |
| Самвел Дарбінян   | 2010      |        |
| Бабкен Мелікян    | 2010-2011 |        |

## Президенти клубу
| Президент       | Період      |
| --------------- | ----------- |
| Гагік Сафарян   | 1995 — 1996 |
| Рубен Айрапетян | 1996 — 1999 |
| Ашот Агабабян   | 2000 — ?    |
| Севак Манукян   | ?-2004      |
| Сергій Агабабян | 2004 — 2008 |
| Ашот Агабабян   | 2008 — 2011 |